# France Télévisions

Logo von France Télévisions auf der Webpräsenz über die Fernsehanstalt selbst

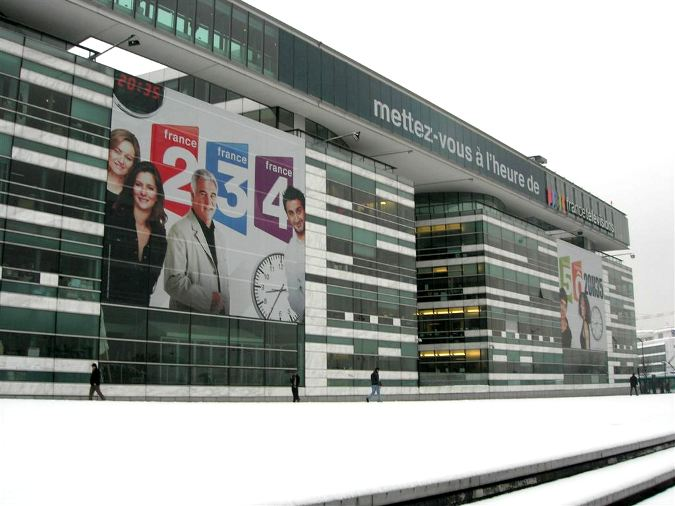
Die Zentrale von France TV

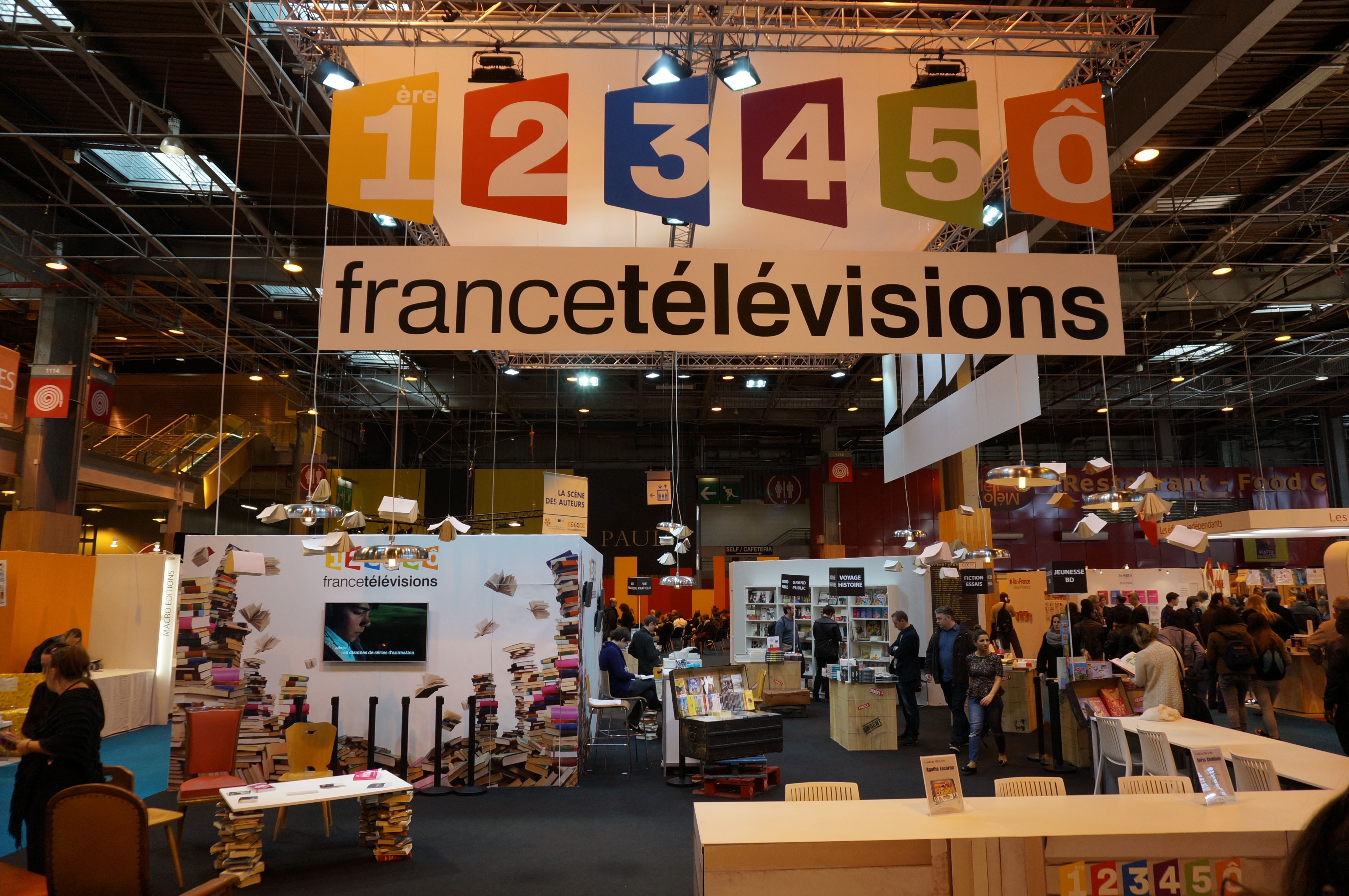
Stand von France TV bei einer Büchermesse

France Télévisions (stilisierte Schreibweise: france•tv) ist die öffentlich-rechtliche Fernsehanstalt Frankreichs mit Sitz in Paris und gehört zu 100 Prozent der Französischen Republik. Das Hörfunkpendant ist Radio France.

## Geschichte
Gegründet wurde France Télévisions am 7. September 1992 von Hervé Bourges aus den beiden öffentlich-rechtlichen Sendern Antenne 2 (später France 2) und FR3 (später France 3). France 2 ist neben dem ehemals ebenfalls öffentlich-rechtlichen, seit 1987 aber privatisierten TF1 eines der beiden französischen Hauptprogramme. France 3 ist ein republikweit ausgestrahltes Vollprogramm, das sich vor allem durch regionale und lokale Auseinanderschaltungen im Rahmen der mittäglichen und abendlichen Informationsstrecken auszeichnet (der ehemalige Name FR 3 stand für France Régions 3), und übernimmt für Frankreich etwa die Rolle der deutschen Dritten Programme bzw. des italienischen Rai 3.
Seit dem 2. August 2000 gehört France 5 (ehemals La Cinquième) als dritter Sender zu France Télévisions. Mit den Sendern RFO (seit 9. Juli 2004), France Ô (ehemals RFO Sat, seit 25. Februar 2005) und France 4 (ehemals Festival, seit 31. März 2005) wurde die Senderanzahl in den Jahren 2004 und 2005 ausgebaut.
Während Parlamentsdebatten und begleitende Informationen in Deutschland ebenfalls vom öffentlich-rechtlichen Rundfunk, vor allem bei Phoenix, ausgestrahlt werden, liegt dieser Teil der Berichterstattung in Frankreich nicht bei France Télévisions; in Form von La Chaîne parlementaire existiert ein von den Häusern des Parlaments eigenverantwortlicher Spartenkanal.
2018 wurde bekannt gegeben, dass France Télévisions sich gemeinsam mit der deutschen Rundfunkanstalt ZDF und der italienischen Rundfunkanstalt Rai an der Koproduktionsgemeinschaft European Alliance beteiligt.

## Unternehmen
France Télévisions ist auch Aktionär der französischen Spartensender Gulli, Ma Planète, Planète Thalassa und Mezzo. Außerdem hat sie Anteile an ARTE France (dem französischen Mitgesellschafter des französisch-deutschen Kultursender arte), dem europäischen Nachrichtensender euronews, dem internationalen frankophonen Kultursender TV5 Monde (vergleichbar mit 3sat) und France24, dem frankophonen Nachrichtensender (vergleichbar mit Deutsche Welle TV).
2005 hatte das Unternehmen mehr als 10.000 Mitarbeiter, seine Sender erreichen einen Marktanteil von 40 Prozent. France Télévisions ist Mitglied der Europäischen Rundfunkunion. 2008 machte die Anstalt Medien zufolge einen Umsatz von 2,75 Milliarden Euro. Intendant ist seit dem 22. August 2010 Rémy Pflimlin.

## Fernsehsender
- France 2: Hauptsender
- France 3: Regionalprogramm
- France 4: Musik, Kunst

Ehemaliges Unternehmenslogo (7. Januar 2002 bis 6. April 2008)

- France 5: Bildungsprogramm und Fernsehdiskussionen
- France Info
- Outre-mer La 1ère: Sonderregionalprogramm für die zu Frankreich gehörenden Überseegebiete